# Benkó Imre
Benkó Imre, losonczi (Tápiószele, 1859. március 23. – 1932) irodalomtörténész.

## Életpályája
Gimnáziumi tanulmányait Debrecenben és Nagykőrösön végezte, majd a budapesti egyetemen tanult. 1881-1915 között a nagykőrösi gimnázium matematika-fizika szakos tanára. 1925-ben az Arany János Társaság elnöke lett. Értékesek családtörténeti kutatásai, heraldikai vonatkozású írásai és Arany János nagykőrösi életének adatait feltáró munkássága.

## Művei
- Arany János tanársága Nagy-Kőrösön. Nagykőrös 1897
- Az Inárcsi Farkas család története. Nagykőrös 1903
- Nemes családok Nagykőrösön 1848 előtt. Nagykőrös 1908
- Arany János és tanártársai önéletrajza. Nagykőrös 1909
- A sárbogárdi Mészöly család története. Nagykőrös 1914
- A hét Ádám testvér. Nagykőrös 1923
- A Beretvás-család leszármazása.
- A dubraviczai Dubraviczky-család a XVI-ik században. Turul, 30, 1912, 145-170
- A Dubraviczky-család története. Turul, 32, 1914, 70-82